# Rafael Silva (judoca)
Rafael Carlos da Silva (Campo Grande, 11 de maio de 1987) é um judoca e militar brasileiro. Atualmente, ocupa a graduação de terceiro sargento no Exército Brasileiro. Possui três medalhas de bronze olímpicas (Londres 2012, Rio 2016 e Paris 2024) além de possuir 4 medalhas individuais em Campeonatos Mundiais de Judô (uma de prata e três de bronze), além de ser hexacampeão Pan-Americano de Judô.

## Carreira

### 2010-2012
Nos Jogos Sul-Americanos de 2010 conquistou três medalhas de ouro: nas categorias +100 kg masculino, Open Masculino e Equipes Masculinas.
Em 2010, Silva disputou seu primeiro campeonato mundial adulto, no Campeonato Mundial de Judô de 2010, quando terminou em quinto lugar.
Nos Jogos Pan-Americanos de 2011, Rafael Silva foi medalha de prata na categoria acima de 100 kg. 
No final de 2011 obteve sua primeira medalha em Grand Slams  (o torneio que mais dá pontos no ranking do judô depois das Olimpíadas, do Mundial e do World Masters) em Tóquio, onde obteve um bronze.
Participando do World Masters de 2012 (segunda competição mais importante do circuito depois do Mundial), Baby conquistou o ouro, derrotando o campeão mundial de 2010, o japonês Daiki Kamikawa, por ippon na final.
Em 2012 o judoca também foi campeão pan-americano de judô, em competição realizada no Canadá.
No ano de 2012, ainda obteve duas medalhas de prata nos Grand Slams de Paris e Tóquio.

### Jogos Olímpicos de 2012
Nos Jogos Olímpicos de Londres 2012, ganhou a primeira medalha da história do Brasil para a sua categoria +100 kg. A medalha de bronze foi obtida com várias lutas indo ao golden score. Este resultado contribuiu para obtenção da melhor campanha do judô brasileiro da história em Jogos Olímpicos.
Silva manteve excelente forma ao longo do ciclo olímpico de 2016 e chegou a liderar o ranking mundial, à frente do francês Teddy Riner, um dos maiores nomes da história do judô mundial.

### 2012-2016
No Campeonato Pan-Americano de Judô de 2013, realizado em San José, Costa Rica, Baby sagrou-se bicampeão da categoria Peso Pesado (+100 kg).
No World Masters de 2013, Baby conquistou a medalha de prata.
No Campeonato Mundial de Judô de 2013, realizado no Rio de Janeiro, Brasil, "Baby", como é apelidado Rafael Silva, chegou à final, mas perdeu para o lendário judoca Teddy Riner, que se tornou hexacampeão mundial. Com isso, conquistou a medalha de prata.
No final de 2013, obteve a prata no Grand Slam de Tóquio.
No Campeonato Pan-Americano de Judô de 2014, realizado em Guayaquil, no Equador, Baby sagrou-se tricampeão da categoria Peso Pesado (+100 kg).
Rafael Silva obteve seu melhor desempenho em Grand Slams em Tyumen 2014, quando foi campeão, obtendo a medalha de ouro.
No Campeonato Mundial de Judô de 2014, realizado em Chelyabinsk, na Rússia, Rafael Silva chegou às semifinais, mais uma vez tendo que enfrentar o invencível Teddy Riner (ninguém havia conseguido derrotá-lo na categoria peso pesado em um campeonato mundial). Após perder a semifinal, disputou a medalha de bronze, onde venceu o holandês Roy Meier e ficou com a medalha.
Em abril de 2015, no Campeonato Pan-Americano de Judô de 2015, em Edmonton, fez final brasileira contra David Moura, mas foi derrotado, ficando com a medalha de prata.
Em junho de 2015, sofreu uma lesão no tendão do músculo peitoral direito durante um treinamento de força e foi submetido a um procedimento cirúrgico no dia 30 de junho. Com isso, teve que ser afastado dos Jogos Pan-Americanos de 2015, do Mundial de Judô de 2015 e não pôde competir no resto do ano.
Em 2016, Baby lutou para se recuperar da lesão e voltar à frente do compatriota David Moura para se classificar para os Jogos Olímpicos de 2016, no Rio de Janeiro. No Campeonato Pan-Americano de Judô de 2016, em Havana, com nova final entre Baby e Moura, Baby desta vez venceu e sagrou-se tetracampeão do torneio.

### Jogos Olímpicos de 2016

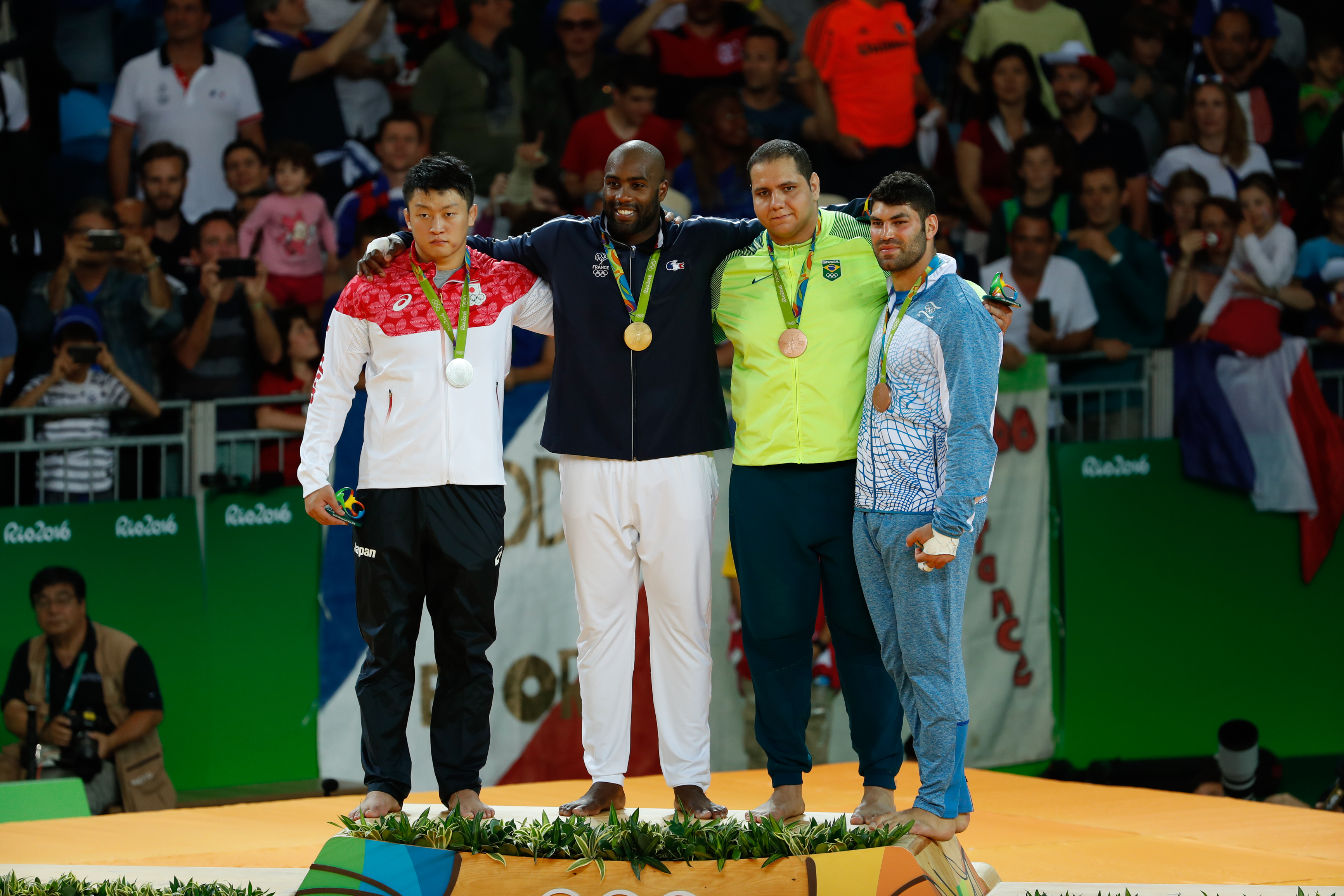
Medalhistas dos Jogos Olímpicos de 2016.

"Baby" repetiu o feito nos Jogos Olímpicos de Rio 2016, conquistando novamente o bronze. Sua única derrota na competição foi para Teddy Riner. 

### 2017-2020
No Grand Slam de Paris de 2017, Silva ganhou uma medalha de bronze.

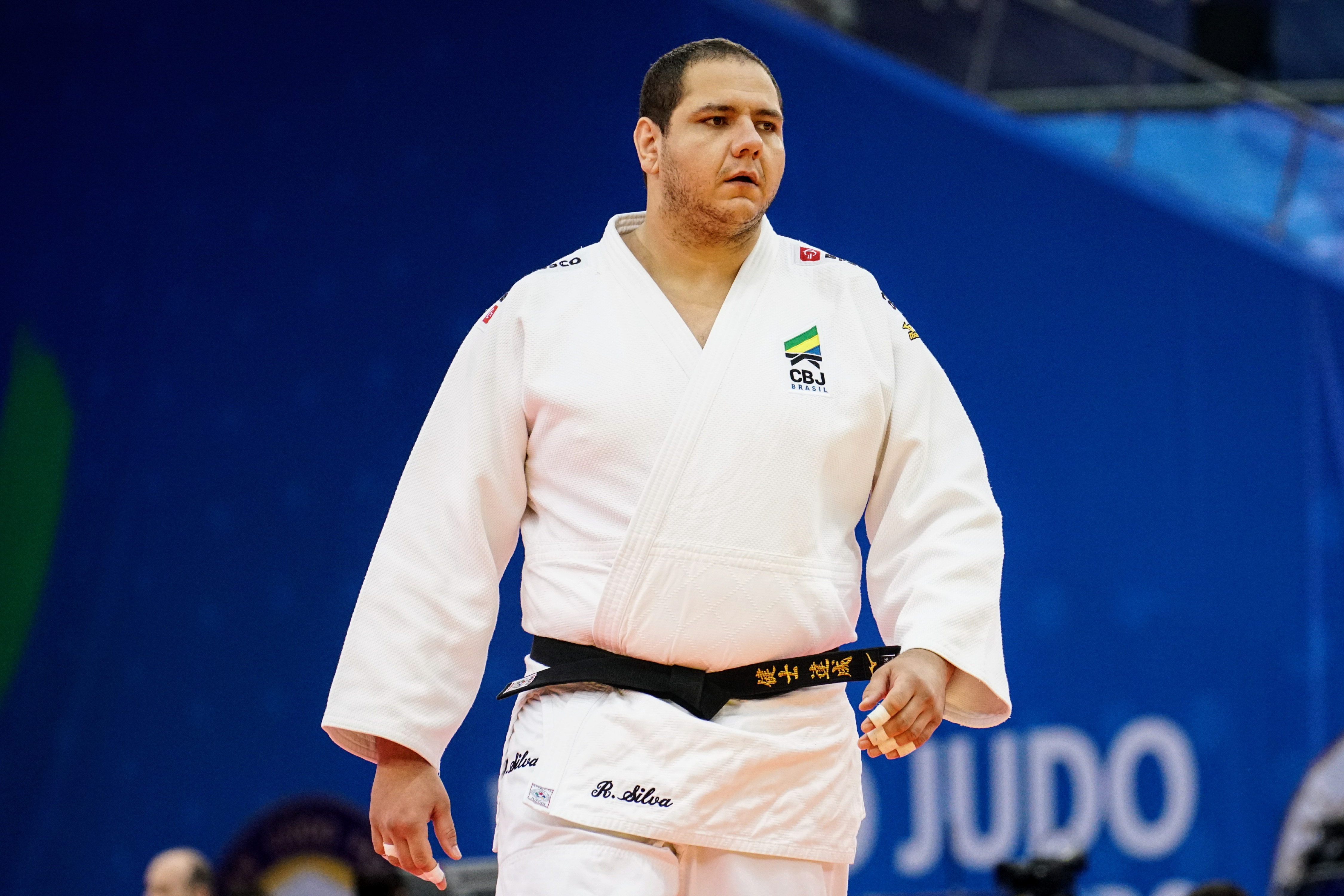
Baby no Mundial de Judô de 2018.

No Campeonato Mundial de Judô de 2017 realizado em Budapeste, Hungria, Baby venceu Ushangi Kokauri, do Azerbaijão, em sua estreia, por ippon. Em seguida, contra o romeno Daniel Natea, venceu por waza-ari. O próximo rival foi o tunisiano Faicel Jaballah. Mais uma vez, Rafael Silva conseguiu vencer por ippon. Nas quartas de final, enfrentou Teddy Riner, que não perdia uma luta há 7 anos, e não teve chances. O francês aplicou dois waza-aris e imobilizou o brasileiro por 20 segundos, vencendo por ippon, empurrando Slva para a repescagem. Para continuar sonhando com a medalha, Baby precisava passar pelo austríaco Daniel Allerstorfer. A luta foi dura e levou ao golden score com uma penalidade contra o brasileiro e duas contra Allerstorfer. Após quase seis minutos de luta, o austríaco foi punido novamente e perdeu a luta. Na disputa do bronze, o rival foi Borna Bor. O húngaro, apoiado pela torcida, esteve bem, mas a experiência do brasileiro contou mais. A luta mais uma vez foi para o golden score. Aos 6min18s, Bor recebeu o segundo shido, e Baby comemorou o bronze – sua terceira medalha individual em mundiais (prata no Rio 2013, bronze em Chelyabinsk 2014 e Budapeste 2017).
No World Masters de 2017, Baby conquistou a medalha de bronze.
No Grand Slam de Ecaterimburgo de 2018, Silva ganhou uma medalha de bronze.
No Campeonato Mundial de Judô de 2018, realizado em Baku, no Azerbaijão, Baby perdeu na primeira rodada para o japonês Hisayoshi Harasawa, vice-campeão olímpico dos Jogos Rio 2016. Ele não estava bem no ranking porque lutou pouco nesse período, então teve o azar de cair contra um dos melhores lutadores da categoria.
No World Masters de 2018, Baby conquistou a medalha de prata.
No Grand Slam de Ecaterimburgo de 2019, Silva ganhou uma medalha de bronze.
No Campeonato Pan-Americano de Judô de 2019, realizado em Lima, no Peru, em mais uma final brasileira com Baby enfrentando David Moura pela 3ª vez nas finais deste torneio, Baby obteve seu quinto ouro no Campeonato Pan-Americano de Judô. Na modalidade por equipes mistas, conquistou a medalha de ouro representando o Brasil.
No Campeonato Mundial de Judô de 2019, realizado em Tóquio, no Japão, Baby chegou às quartas de final, perdendo para o japonês Hisayoshi Harasawa, da mesma forma que em 2018. Na repescagem, chegou à disputa pela medalha de bronze, mas perdeu para o coreano Kim Min-jong, terminando em 5º. Na modalidade por equipes mistas, conquistou a medalha de bronze representando o Brasil.
No Grand Slam de Dusseldorf 2020, Silva ganhou a medalha de bronze.
Em 2020, conquistou a medalha de prata na categoria +100 kg no Campeonato Pan-Americano de Judô de 2020, realizado em Guadalajara, no México.
No Campeonato Pan-Americano de Judô de 2021, realizado em Guadalajara, no México, em mais uma final brasileira com Baby (então 10º no mundo) enfrentando David Moura (então 11º no mundo) pela 4ª vez nas finais deste torneio, Baby obteve seu sexto ouro no Campeonato Pan-Americano de Judô.
Foi medalhista de prata nos Grand Slams de Tbilisi e Kazan,antes de ir para o Mundial de 2021.
No Campeonato Mundial de Judô de 2021 realizado em Budapeste, na Hungria, Baby teve o mesmo desempenho de 2019: chegou às semifinais, mas foi derrotado duas vezes seguidas, pelo O japonês Kokoro Kageura e na disputa do bronze o holandês Roy Meyer, terminando novamente em 5º. Na Equipe Mista, conquistou a medalha de bronze representando o Brasil.

### Jogos Olímpicos de 2020
Ele representou o Brasil nos Jogos Olímpicos de Verão de 2020.

### 2021-2024
No Grand Slam de Tel Aviv de 2022, ele obteve a medalha de prata.
No Campeonato Pan-Americano de Judô de 2022, realizado em Lima, no Peru, Baby chegou à final, mas perdeu por polêmicos shidos (punições de judô) para o cubano Andy Granda, obtendo a prata.
No Campeonato Mundial de Judô de 2022, realizado em Tashkent, Uzbequistão, ele foi eliminado nas oitavas de final pelo uzbeque Alisher Yusupov. Ele derrotou o chinês Ruixuan Li em sua primeira luta.
No Grand Slam de Tel Aviv de 2023, ele obteve a medalha de bronze.
Em maio de 2023, no Campeonato Mundial de Judô de 2023, realizado em Doha, no Catar, Baby se tornou o judoca mais velho da história a chegar ao pódio da competição. Aos 36 anos, obteve a medalha de bronze. Fez ótima campanha, vencendo o campeão do ano passado, o cubano Andy Granda, na repescagem, e surpreendeu na disputa do bronze, ao vencer o líder do ranking, Temur Rakhimov, do Tadjiquistão, por wazari no golden score. Anteriormente, ele havia derrotado o equatoriano Freddy Figueroa e o alemão Losseni Kone, antes de cair para o uzbeque Alisher Yusupov.
No Campeonato Pan-Americano de Judô de 2023, realizado em Calgary, no Canadá, Baby fez nova final com o cubano Andy Granda, onde lutou de forma equilibrada, mas acabou levando 3 punições e obtendo a prata. Ele também conquistou a medalha de ouro na equipe mista do Brasil.
Participando dos Jogos Pan-Americanos pela última vez na vida, Baby esteve nos Jogos Pan-Americanos de 2023, em Santiago, no Chile. Nesta competição obteve bronze na categoria +100 kg e prata na equipe mista representando o Brasil. Foi derrotado três vezes na mesma competição pelo campeão mundial Andy Granda, o que impediu Baby de conquistar medalhas de ouro nesta prova.
No Campeonato Pan-Americano de Judô de 2024, ganhou a medalha de prata.